# Palotai István (színművész, 1918–1979)
Palotai István (egyes említésekben Palotay István; Kispest, 1918. július 24. – Toronto, Kanada, 1979. december 6.) magyar színész.

## Életpályája
Palotai István, Perger István néven látta meg a napvilágot. Édesapja Perger György, gépész, édesanyja Dopita Mária Terézia Anna volt. 1939-től volt a Országos Magyar Színművészeti Akadémia hallgatója, ahol 1942-ben végzett, olyan nevekkel egyetemben, mint például Bakó Márta vagy Csákányi László. 
Egy 1941-es újságcikkből megtudható, hogy a színészet előtt volt többek közt katona, olajügynök és fogtechnikus gyakornok is, de ahogy ő fogalmazott „De hiába voltam akármilyen pályán, a vágyam a színészet felé űzött.” 
1942–1944 között a Nemzeti Színház tagja volt. 1946–1948 között a Vígszínházban lépett fel. 1948–1949 között a Művész Színház színésze volt. 1949–1950 között az Úttörő Színházban játszott. 1952–1954 között az Ifjúsági Színházhoz szerződött. 1954–1956 között a Jókai Színház valamint a Petőfi Színházban lépett fel. 1956-ban emigrált. 1959–1979 között a torontói Művész Színház, illetve annak szétvállása után az általa igazgatott Kamara Színház művésze volt. Itt fontos kiemelni, hogy 1956 után nem játszott Magyarországon, sem filmben, (az 1957-es Két vallomás című filmet még 1956-ban, a forradalom előtt kezdték forgatni) sem pedig színházban. Az ez utáni időszakban, a különböző internetes adatbázisokban tévesen hozzákapcsolt szerepek, nem az ebben a szócikkben taglalt személyt, hanem a fia, ifjabb Palotai István munkásságát rejtik, aki 1965-ben kezdte a pályáját és szintén színész volt.

## Színházi szerepeiből
- Marius (Felkai Ferenc: Pilátus)
- Hősváry (Kisfaludy Károly: A kérők)
- Hartmann (Remenyik Zsigmond: Kard és kocka)
- Lovady (Zilahy Lajos: Tűzmadár)
- Plata-Ettingen herceg (Molnár Ferenc: Olympia)
- Arszlán bég (Gárdonyi Géza: Egri csillagok)
- Rendőrtiszt (Móricz Zsigmond: Légy jó mindhalálig)
- Davidek (egyik hengerész) (Jaroszlav Klima: A szerencse nem pottyan az égből)
- Blake, John apja (VERA YURIMOVA : Hólabda)
- Berzeviczy (Füsi József: Az aszódi diák)

## Filmjei
- Háry János (1941) – Katona
- Jelmezbál (1942) – Condylis társa
- Rákóczi nótája (1943) – A kuruc, akire a győzelem után a főgenerális rábízza Füzér várát
- Sári bíró (1943) – Hangadó falusi
- Egy fiúnak a fele (1944)[2]
- Egy gép nem tért vissza (1944) – Szovjet repülős
- Forró mezők (1948) – Az egyik cseléd/paraszt (leginkább Avary László meggyilkolása után a cselédség vegzálása alatti jelenetekben bukkan fel, illetve később, mikor a kocsmában tanakodnak, hogy kitől kérhetnének segítséget, hogy fény derüljön a tettes kilétére)
- Mágnás Miska (1948) – A grófok egyike Pixi és Mixi párbaján, Mixi egyik segédje
- Tűz (1948) – Rendőrségi helyszínelő, bűnügyi technikus
- Becsület és dicsőség (1951) – Aki átadja a vándorzászlót Steszinek, illetve a versenyfelajánlások aláírója
- Gyarmat a föld alatt (1951) – Simics
- Teljes gőzzel (1951) – Galambos "segédfűtő" (valójában ÁVH-s), aki a film végén letartóztatja Molnár főmérnököt
- Ütközet békében (1951) – Falus főhadnagy
- A harag napja (1953) – Egyik vörösőr
- Kiskrajcár (1953) – Oláh szaki
- A város alatt (1953) – Komor
- Föltámadott a tenger 1-2. (1953) – Honvéd katona
- Én és a nagyapám (1954) – A ladikos
- Fel a fejjel (1954) – A nyilas kivégzőosztag egyik tagja
- Különös ismertetőjel (1955) – Mozdonygyári munkás
- Az élet hídja (1955) – Az egyik teherautó sofőr
- Az eltüsszentett birodalom (1956)[3] – A két katona közül a magasabbik, akik elfogják a juhászt és a palotába viszik
- Szakadék (1956) – A cséplőgép kezelője, az egyik falusi
- A császár parancsára (1956) – Barco generális embere
- Keserű igazság (1956) – Az egyik munkás az építkezésen
- Két vallomás (1957) – Az egyik bányász, aki szól Szeleinek, marci édesapjának

## Szinkronszerepei
| Év   | Cím                                  | Szereplő                            | Színész             | Szinkron év |
| ---- | ------------------------------------ | ----------------------------------- | ------------------- | ----------- |
| 1939 | A kormány tagja (1. magyar szinkron) | Nyikita Szokolov                    | Nyikolaj Krjucskov  | 1949        |
| 1939 | A tanító                             | N/A                                 | N/A                 | 1953        |
| 1944 | Titkos küldetés                      | Bahmetyev, állambiztonsági kapitány | Nagyir Malisevszkij | 1949        |
| 1944 | Végzetes éjszaka                     | Dr. Orlov                           | Borisz Vjazemszkij  | 1949        |
| 1945 | Döntő fordulat                       | Minutka, a parancsnok sofőrje       | Mark Bernes         | 1949        |
| 1948 | Sztálingrádi csata I.                | Kaleganov                           | Borisz Szmirnov     | 1949        |
| 1949 | Alekszandr Popov                     | N/A                                 | N/A                 | 1950        |
| 1951 | Egy nyáron át táncolt                | Nisse                               | Nils Hallberg       | 1954        |
| 1952 | Széttört bilincsek                   | Provokátor                          | Gennagyij Jugyin    | 1953        |